# Traduktologija
Traduktologija, kao disciplina izučava kognitivni proces koji se odnosi na sve vidove usmenog, pismenog, znakovnog (prevođenja) kao i prevođenja izraza sa jednog jezika na drugi (vokalni znakovi (izgovorene reči), grafički znakovi (pisani tekstovi) ili pak znakovni materijal).
Termin « traduktologija » je prvi put upotrebio Žan-Rene Lamiral, fr. Jean-René Ladmiral, savremeni francuski traduktolog, i to 1972. godine, a istovremeno i Kanađanin Brajan HAris (Brian Harris), koji će malo zatim objaviti i članak pod istim naslovom.
Uopšteno govoreći, svaka aktivnost koja podrazumeva dublje razmišljanje o procesu prevođenja može se smatrati traduktologijom. U tom smislu, ponekad se može govoriti i o traduktografiji.
Reč je o disciplini koja se primenjuje na univerzitetima čiji programi imaju za cilj da izučavaju žive jezike, ali uglavnom od treće godine osnovnih studija, bar kada je Francuska u pitanju, kao i na postdiplomskim, a najčešće vodi istraživanju na nivou doktorata.

## Bibliografija
- BAKER, Mona ed. (2001). Routledge Encyclopedia of Translation Studies. New York & London: Routledge.
- BAKER, Mona (1992). In Other Words: Coursebook on Translation. New York & London: Routledge.
- BALLARD M. (1992). «De Cicéron à Benjamin. Traducteurs, traductions, réflexions». Lille : Presses Universitaires du Septentrion.
- CERCEL, Larisa (ed.), «Übersetzung und Hermeneutik / Traduction et herméneutique» (Zeta Series in Translation Studies 1), Bucarest, Zeta Books 2009, ISBN: 978-973-1997-06-3 (paperback), 978-973-1997-07-0 (ebook).
- D’HULST L. (1990). «Cent ans de théorie française de la traduction. De Batteux à Littré (1748-1847)». Lille : Presses Universitaires de Lille.
- GUIDÈRE M. (2008). «Introduction à la traductologie : Penser la traduction hier, aujourd’hui, demain». Paris / Bruxelles : De Boeck Université. https://web.archive.org/web/20090610212543/http://universite.deboeck.com/livre/?GCOI=28011100845130
- HARRIS Brian (1973). La traductologie, la traduction naturelle, la traduction automatique et la

sémantique. Dans «Problèmes de sémantique» (Cahier de linguistique 3), dirigé par J.
McA'Nulty et al., Montréal, Presses de l'Université du Québec, pp. 133-146.
- HARRIS Brian (1988). What I really meant by Translatology. Dans «La traduction et son public», numéro spécial de la revue «TTR» dirigé par Judith Woodsworth et Sherry Simon, Université du Québec à Trois Rivières, 1988, pp. 91-96. http://www.erudit.org/revue/TTR/1988/v1/n2/037022ar.pdf
- LADMIRAL Jean-René (1994). «Traduire : théorèmes pour la traduction». Paris : Gallimard, 1994.
- LADMIRAL Jean-René (1995). «La traductologie: de la linguistique à la philosophie». Thèse d'habilitation à diriger des recherches soutenue à l'Université de Paris X-Nanterre, le 21 janvier 1995, sous la direction de Michel Arrivé et sous la présidence de Paul Ricœur.
- LAVIERI, Antonio (sous la dir. de), (2004). «La traduction entre philosophie et littérature». Paris-Torino, L'Harmattan.
- LAVIERI, Antonio (2005). «Esthétique et poétiques du traduire». Modena : Mucchi.
- LE BLANC, Charles (2009). «Le complexe d'Hermès. Regards philosophiques sur la traduction». Ottawa : Presses de l'Université d'Ottawa.
- LE DISEZ, Jean-Yves (2008). "On achève bien Auden. De l'interprétation à la traduction". Brest, Les Hauts-Fonds.
- MESCHONNIC, Henri (1999). «Poétique du traduire» : Paris : Verdier.
- OST, François (2009). « Traduire. Défense et illustration du multilinguisme » : Paris : Fayard.

### Prevodilačka istraživanja
Među najznačajnijim delima, izdvajaju se ona koje je objavio Francuz Antoan Berman Antoine Berman (1942-1991). I sam prevodilac sa nemačkog i španskog jezika, radio je na toe da svoju traduktološku misao pothrani jednom značajnim kritičkim pristupom. Antoan Berman sebe smatra pristalicom tradicije Fridriha Šlajermahera Friedrich Schleiermacher, čije je pisano izlaganje preveo (O različitim metodama prevođenja, Seuil, Points, 1999) kao i tradicije Valtera Benjamina Walter Benjamin, autora nenadmašnog teksta o prevođenju: Uloga prevodioca (Sabrana dela I, Gallimard, Folio Essais, preveo Moris de Gandijak). Među mnogobrojnim člancima tu su još i ostala značajna dela:
- Frédéric Allinne, Les faux amis de l'anglais, Belin, coll. Le français retrouvé, 1999
- Antoine Berman,La traduction et la lettre ou L'auberge du lointain, Seuil, L'ordre philosophique, 1999
- Antoine Berman, L'épreuve de l'étranger. Culture et traduction dans l'Allemagne romantique, Gallimard, Essais, 1984 (rééd. coll. Tel)
- Antoine Berman, Pour une critique des traductions : John Donne, Gallimard, Bibliothèque des idées, 1995
- Eric Dayre, "L'absolu comparé, littérature et traduction", Hermann, 2010.
- Umberto Eco, "Dire presque la même chose" ("Dire quasi la stessa cosa, esperienze di traduzione"), Grasset, 2007 (édition italienne, 2003)
- Yves Bonnefoy, La communauté des traducteurs, Presses Universitaires de Strasbourg, 2000
- Yves Bonnefoy, "La traduction de la poésie", in Entretiens sur la poésie, Mercure de France, 1992

### Priručnici iz traduktologije
- Thomas Lenzen, Traductologie en LEA, CRINI (Centre de Recherche sur les Identités Nationales et l(Interculturalité), Université de Nantes, 252 p.  978-2-9521752-3-4..
- François Vreck, Entrainement à la version anglaise, Ophrys, 2002

## Spoljašnje veze
- Zeta Series in Translation Studies
- Association canadienne de traductologie (ACT)
- École de traduction et d'interprétation Архивирано на веб-сајту  (8. септембар 2011) (ETI)
- Institut de traducteurs, d'interprètes et de relations internationales Архивирано на веб-сајту  (21. март 2009) (ITIRI)